# San Juan (Grand Manille)
Pour les articles homonymes, voir San Juan.
San Juan est une ville faisant partie de la métropole de Manille, située sur l'île de Luçon.
La population était de 122 180 habitants en 2015.